# هونغ نهات نام (لاعب كرة قدم)
هونغ نهات نام (بالفيتنامية: Hoàng Nhật Nam)‏ هو لاعب كرة قدم فيتنامي في مركز الوسط، ولد في 3 أبريل 1990 في محافظة تهاي بنه في فيتنام. شارك مع منتخب فيتنام تحت 16 سنة لكرة القدم ومنتخب فيتنام تحت 23 سنة لكرة القدم. أما مع النوادي، فقد لعب مع نادي هوشي منه سيتي.